# RagnarLocker
RagnarLocker è un ransomware rilasciato a fine 2019 noto per l'uso delle tecniche di virtual machine escape per nascondersi dalla rilevazione.

## Storia
Presumibilmente scritto nell'Europa dell'est, non attacca infatti i computer con un layout di tastiera o lingua di sistema corrispondente a quello di un Paese dell'ex URSS e ha compiuto il primo attacco degno di nota a metà aprile contro la compagnia elettrica portoghese Energias de Portugal, dov'è stato compiuto anche un leak di 10 TB..

## Funzionamento
Il malware effettua un controllo del sistema operativo e se rileva un'impostazione coerente con quella dei Paesi dell'ex URSS sospende l'esecuzione, altrimenti invia una copia dei file al server centrale e ferma tutti i servizi contenenti le seguenti stringhe:
```
vss
sql
memtas
mepocs
sophos
veeam
backup
pulseway
logme
logmein
connectwise
splashtop
kaseya

```

Il malware deposita dunque un file contenente un'installazione di VirtualBox con un'immagine di Windows XP che include il ransomware propriamente detto, che pesa appena 49 kB. Il sistema è appositamente impostato per poter vedere i file del computer host e viene eseguito tramite uno script batch che avvia la macchina virtuale. Secondo gli analisti di Sophos il malware viene compilato appositamente per ogni vittima.
Grazie a questa tecnica l'intero carico virale resta limitato nel sistema virtuale e le operazioni sui file risultano, per i software di sicurezza, perfettamente legittime ed eseguite dall'applicativo di VirtualBox.